# Białe Ukrzyżowanie
Białe Ukrzyżowanie – obraz autorstwa Marca Chagalla przedstawiający ukrzyżowanego Jezusa Chrystusa, namalowany w 1938 roku, po wizycie autora w Europie na początku 1930 roku.

## Opis
Na pierwszym planie obrazu Chagall umieścił ukrzyżowanego Chrystusa, owiniętego w żydowski szal modlitewny (tałes) – malarz wskazał w ten sposób, że Chrystus również był Żydem. Pod krzyżem została umieszczona menora – jeden z symboli judaizmu, obok krzyża zaś przedstawiona została drabina Jakubowa. Z lewej strony obrazu autor umieścił aluzję do wydarzeń jakie rozgrywały się w Niemczech w latach 30. XX wieku – tj. pogromy Żydów, płonące miasta żydowskie i zniszczone domy. Również po tej stronie obrazu widnieje przedstawienie łodzi z uciekającymi na niej Żydami, co może być aluzją do ucieczek przed narodowym socjalizmem poprzez podróże morskie do Stanów Zjednoczonych w latach 30. W górnym lewym rogu Chagall namalował maszerujących rewolucjonistów, a u góry unoszące się dusze zmarłych. Na dole obrazu autor ponownie przedstawił uciekających Żydów – jeden z nich trzyma w rękach Torę, którą pragnie ochronić. W górnym prawym rogu namalowana została płonąca synagoga, zaś w dolnym prawym rogu – obok jednego z uciekających Żydów – widać płonącą Torę.
Papież Franciszek wskazał na ten obraz jako na swój ulubiony.